# تالین (ارمنستان)
تالین (به ارمنی: Թալին) یک شهر در ارمنستان است که در استان آراگاتسوتن واقع شده‌است.  در  کیلومتری شمال آشتاراک، مرکز استان آراگاتسوتن واقع شده است.

## خصوصیات
تالین ۷ کیلومترمربع مساحت و ۵٬۳۱۰ نفر جمعیت دارد و در ارتفاع  متر بالاتر از سطح دریا قرار گرفته است.

## خواهرخوانده
شهر Bourg-lès-Valence خواهرخواندهٔ تالین هست.

## نگارخانه

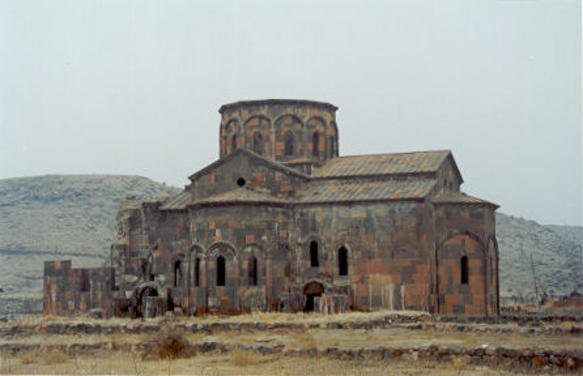
کلیسای گاتوغیکی، مهمترین بنای یادبود تاریخی-معماری تالین
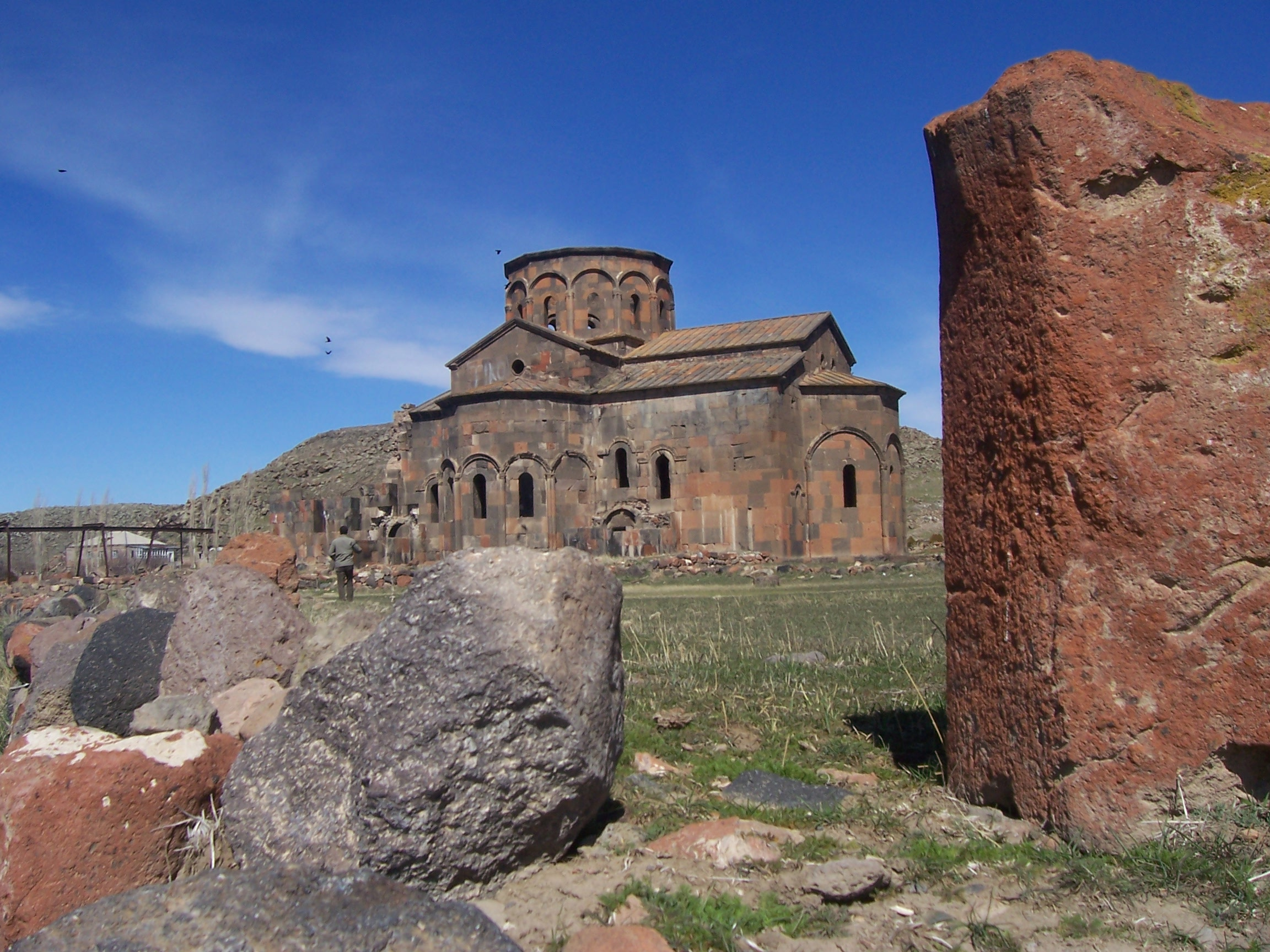
نمایی از کلیسای جامع
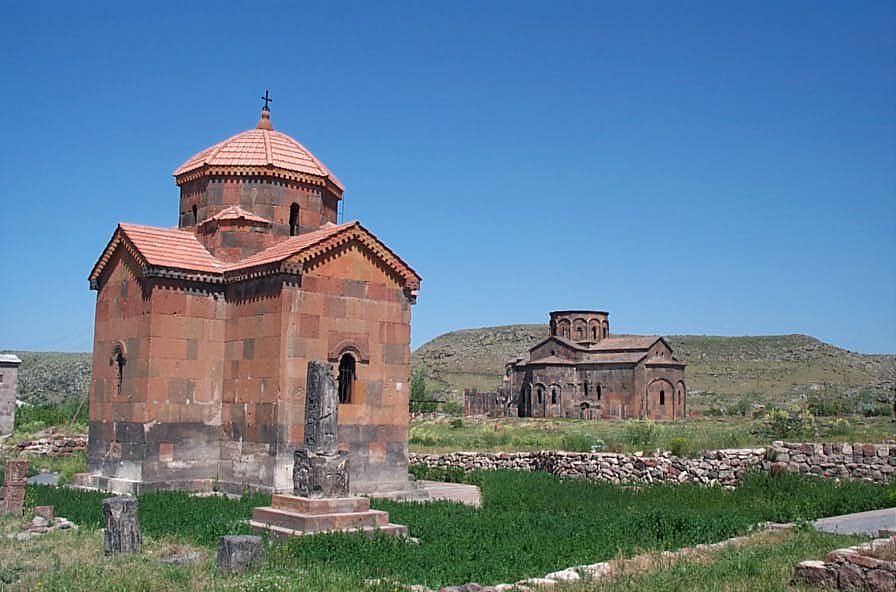
The historic chapel
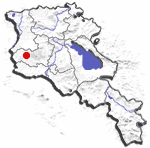
محل تالین در ارمنستان